# Pseudobunaea alinda
Pseudobunaea alinda is een vlinder uit de familie nachtpauwogen (Saturniidae). De wetenschappelijke naam van de soort is, als Phalaena alinda, voor het eerst geldig gepubliceerd door Dru Drury in 1782.

## Synoniemen
- Lobobunaea morlandi Rothschild, 1907